# Mosquito (álbum de GNR)
Mosquito es el octavo álbum de estudio del grupo portugués de pop rock GNR. Salió a la venta en noviembre de 1997. El CD consiste en 12 canciones originales.

## Lista de canciones
| N.º | Título            | Duración |
| --- | ----------------- | -------- |
| 1   | Radar             | 2:25     |
| 2   | Motor             | 3:37     |
| 3   | Tirana            | 4:58     |
| 4   | Cais (Muelle)     | 4:11     |
| 5   | Ananás (Pina)     | 3:07     |
| 6   | Mosquito          | 4:01     |
| 7   | Decapitango       | 3:37     |
| 8   | Saliva            | 4:10     |
| 9   | Rouge(1) (Rojo)   | 3:31     |
| 10  | Farol             | 3:06     |
| 11  | Canil             | 3:27     |
| 12  | Saída(2) (Salida) | 7:43     |

- (1) -  Tema cantado en francés y portugués a dúo con [[]].

- Datos: Q6024644